# Kārlis Muižnieks
Kārlis Muižnieks (Riga, 25 maggio 1964) è un ex cestista e allenatore di pallacanestro lettone.

## Carriera
Con la Lettonia ha disputato quattro edizioni dei Campionati europei (1993, 1997, 2005, 2007).

## Palmarès

### Allenatore
- Campionato lettone: 6

Ventspils: 2001-02, 2002-03, 2003-04, 2004-05, 2005-06
Barons Rīga: 2007-08
- Campionato ucraino: 1

Chimik Južnyj: 2014-15
- Coppa di Polonia: 1

Trefl Sopot: 2012
- FIBA EuroCup: 1

Barons/LMT: 2007-08